# Облога Гази
Облога Гази (вересень-жовтень, 332 до н. е.) — двомісячна облога Александром Македонським филистимського міста Газа.

## Передумови
У битві при Іссі у листопаді 333 до н. е. Александр Македонський розгромив перське військо царя Дарія III. Дарій втік вглиб Перської держави, а Александр рушив у Фінікію, щоб убезпечити свій тил і Елладу від перського флоту. Не вступаючи у морські битви з переважаючим флотом персів, Александр переміг його на суші, захопивши всі місця базування і зробивши союзними флотилії прибережних міст-держав.
Після семимісячної облоги Александр у липні 332 до н. е. штурмом взяв стародавній Тір і продовжив свій похід вздовж узбережжя Середземного моря у напрямку до Єгипту. Вийшовши з Фінікії, Александр вступив у землю філістимлян, біблійного народу, який віками воював з мешканцями Юдеї та Ізраїлю. Газа була одним з 5 філістимських міст, останнім містом перед пустелею, що відокремлює Азію від Єгипту, і тільки Газа відмовилася визнати владу Александра Великого. Місто розташовувалося за 3-4 км від моря на високому пагорбі, схили якого захищали Газу крутим валом, і було обнесене міцною стіною.
Містом керував євнух на ім'я Батіс (у єврейських хроніках іменується як Babemeses). Він набрав гарнізон з набатеїв-найманців, запас продовольство і був готовий до тривалої облоги.

## Хід облоги
Облогу Гази докладно описали Арріан і Курцій.
Схили високого пагорба не давали підвести облогові машини впритул до стін. Тоді Александр наказав насипати широкий вал заввишки 75 м (мабуть висота перебільшена Арріаном), щоб вийти на один рівень до стін. З південного боку міста вал насипали, туди затягли тарани і стали розхитувати стіни. Одночасно македонці «підривали» стіни — проривали підземні ходи і виносили назовні землю, так що стіна у тому місці осідала у провал.
В одній з вилазок обложених Александр був поранений. Стріла з катапульти пробила щит, панцир і плече. Рана не загрожувала життю, але виявилася досить болючою.
Коли підрита стіна у багатьох місцях частково обвалилася, македонці пішли на приступ, пробиваючись через проломи і по сходах піднімаючись наверх. Жителі Гази відбили три напади, але відбити 4-й у них не вистачило сил. Першим зійшов на стіну гетайри Неоптолем, за ним перебралися й інші македонці, які потім розбили ворота і впустили всередину все військо. Чоловіки Гази продовжували битися, гинучи кожен на тому місці, де був поставлений.
Поранений воєначальник персів Батіс потрапив у полон. Його жорстоку кару описав Курцій:
|  | Через п'яти Батіс, що ледве дихав, були протягнуті ремені, його прив'язали до колісниці, і коні потягли його навколо міста, а Александр хвалився тим, що, придумавши таку кару ворогові, він наслідує Ахілла, від якого сам вів свій рід. |

Облога Гази зайняла 2 місяці.

## Підсумок облоги
У битві полягло 10 000 захисників міста. Чоловіки Гази загинули в сутичках, жінок і дітей Александр продав у рабство. Місто не руйнували, туди заселили навколишніх жителів і перетворили на військову фортецю. Народ філістимлян з тих пір зник з історії. Засноване на новому місці місто з колишньою назвою заселили інші племена. Збулися слова біблійних пророків: 
|  | Голосіть, ворота! Вий голосом, місто! Розпливлася ти, вся земля филистимськая, бо приходить із півночі дим, і немає відсталого його вояків його(Іс. 14:31) |

; 
|  | І пошлю вогонь на мур Гази, - і пожере він палати її(Ам. 1:7) |

.
Александр продовжив свій шлях до Єгипту, і через 7 днів досяг його.